# Emanuel Pogatetz
Emanuel Pogatetz (Graz, 16 de janeiro de 1983) é um futebolista austríaco.

## Carreira
Começou a carreira no FC Kärnten da Áustria e teve passagens por vários clubes europeus. Jogou no alemão Bayer 04 Leverkusen, no suíço FC Aarau, no austríaco Grazer AK, no russo Spartak Moscou, nos clubes alemães Hannover 96, VfL Wolfsburg e 1. FC Nürnberg e atualmente joga no Columbus Crew.

## Seleção
Atua pela Seleção Austríaca de Futebol desde 2002 e jogou a  EURO 2008 onde seu país era o anfitrião junto com a Suíça. Ficou marcado em sua passagem pelo futebol inglês por causa de ser expulso a cada quatro jogos. Ganhou o apelido de Mad Dog. Disputou a ultima Eucopa a  EURO 2008 realizada em seu país.

## Títulos

### FC Kärnten
- Copa da Áustria: 2001

### Grazer AK
- Campeonato Austríaco: 2004
- Copa da Áustria: 2004